# Неолуддизм
Неолудди́зм — течение в современной философии и контркультуре. Подразумевает критику влияния научно-технического прогресса (особенно в области компьютерных технологий) на человека и общество. Термин луддит обычно используется как уничижительное по отношению к людям, проявляющим технофобские наклонности. Название основано на историческом наследии английских луддитов.
Неолуддизм — это движение разрозненных групп без лидеров, которые сопротивляются современным технологиям и призывают к возвращению некоторых или всех технологий на более примитивный уровень. Для неолуддитов характерны одна или несколько из следующих практик: пассивный отказ от использования технологий; нанесение вреда тем, кто производит технологии, наносящие вред окружающей среде; пропаганда минимализма; саботаж технологий. Современное неолуддитское движение связано с движениями антиглобалистов, антинауки, анархо-примитивизмом, радикальным энвайронментализмом и глубинной экологией.
Неолуддизм основан на озабоченности технологическим воздействием на людей, их сообщества и/или окружающую среду; неолуддизм предусматривает использование принципа предосторожности для всех новых технологий, настаивая на том, чтобы технологии были признаны безопасными до принятия, из-за неизвестных эффектов, которые могут вызвать новые технологии.

## Философия
Неолуддизм призывает замедлить или остановить развитие новых технологий и предписывает образ жизни, в котором человек должен отказаться от технологий. На смену индустриальному капитализму неолуддизм предписывает небольшие сельскохозяйственные общины, такие как сообщества амишей и движения Чипко в Непале и Индии, в качестве моделей будущего.
Неолуддизм отрицает способность любой новой технологии решать текущие проблемы, такие как ухудшение состояния окружающей среды, ядерная война и биологическое оружие, не создавая новых потенциально опасных проблем. Неолуддиты в целом выступают против антропоцентризма, глобализации и индустриального капитализма.

### Видение будущего без вмешательства
Неолуддизм часто делает суровые прогнозы о влиянии новых технологий. Хотя нет единого видения разветвлений технологий, неолуддизм предсказывает, что будущее без технологических реформ будет иметь ужасные последствия. Неолуддиты верят, что современные технологии представляют собой угрозу для человечества и для всего мира природы, и что будущий крах общества возможен или даже вероятен.
Неолуддит Тед Качинский предсказал мир с истощённой окружающей средой, ростом психологических расстройств, либо с «левыми», которые стремятся контролировать человечество с помощью технологий, либо с технологиями, непосредственно контролирующими человечество. По словам Сейла, «индустриальная цивилизация, столь хорошо обслуживаемая своими мощными технологиями, не может существовать и не будет существовать; её крах неизбежен не более чем через несколько десятилетий». Стивен Хокинг, известный астрофизик, предсказал, что средства производства будут контролироваться классом «владельцев машин» и что без перераспределения богатства технологии создадут ещё большее экономическое неравенство.
Эти прогнозы включают изменение места человечества в будущем из-за замены людей компьютерами, генетический распад людей из-за отсутствия естественного отбора, биологическую инженерию людей, злоупотребление технологической мощью, включая бедствия, вызванные генетически модифицированными организмами, ядерной войной и биологическое оружие; контроль над человечеством с помощью слежки, пропаганды, фармакологического контроля и психологического контроля; человечество не может адаптироваться к будущему, что проявляется в нарастании психологических расстройств, расширении экономического и политического неравенства, широкомасштабном социальном отчуждении, потере сообщества и массовой безработице; технологии, вызывающие ухудшение состояния окружающей среды из-за халатности и перенаселённости.

### Виды вмешательства
В «Грядущей революции» Качинский обрисовал в общих чертах, что, по его мнению, человечество должно будет произвести, чтобы сделать общество функциональным, «новые ценности, которые освободят его от ига нынешней техноиндустриальной системы», в том числе:
- Отказ от всех современных технологий: «Это логически необходимо, потому что современные технологии — это единое целое, в котором все части взаимосвязаны; вы не можете избавиться от плохих частей, не отказавшись также от тех частей, которые кажутся хорошими».
- Отказ от самой цивилизации.
- Отказ от материализма и его замена концепцией жизни, в которой ценится умеренность и самодостаточность, но при этом осуждается приобретение собственности или статуса.
- Любовь и почтение к природе или даже поклонение природе.
- Экзальтация свободы.
- Наказание виновных в сложившейся ситуации. «Учёные, инженеры, руководители корпораций, политики и т. д.; для того, чтобы сделать затраты на улучшение технологий слишком высокими, следовательно, чтобы кто-то не мог их попробовать».

## Движение
Современные неолуддиты представляют собой очень разнообразную группу свободно связанных или не связанных групп, в которую входят «писатели, учёные, студенты, семьи, амиши, меннониты, квакеры, защитники окружающей среды, „отпавшие яппи“, „стареющие хиппи“ и молодые идеалисты, ищущие среду, свободную от технологий». Некоторые луддиты считают себя жертвами технологий, пытающимися предотвратить дальнейшую виктимизацию. Другие считают себя защитниками естественного порядка и сопротивляются деградации окружающей среды технологией (например, Earth First!).

### Представители
Предшественниками движения считаются Сократ, критиковавший письменность в платоновском «Федре», Свифт, высмеявший современную ему науку в «Путешествиях Гулливера», луддиты (разрушители станков в Англии, от названия которых был образован термин «неолуддизм»), Торо (автор книги «Уолден, или Жизнь в лесу») и др.
Среди современных теоретиков неолуддизма:
- Чэллис Глэндининг[англ.] — автор «Заметок к манифесту неолуддитов»[13].
- Киркпатрик Сэйл[англ.] — американский теоретик децентрализации и энвайронменталист.
- Нил Постман — американский философ, критиковал главным образом телевидение и средства массовой информации.
- Теодор Роззак — американский социолог. Ввёл в научный оборот понятие «контркультура».
- Джерри Мандер[англ.] — автор книги «Четыре аргумента за отмену телевидения»[англ.].
- Джон Зерзан — теоретик анархо-примитивизма.
- Вандана Шива — индийский философ, критик современных сельскохозяйственных технологий.

Также на движение оказали влияние работы следующих критиков технологии:
- Мартин Хайдеггер. Хайдеггер негативно относился к технологии, считая, что «искусственное производство жизни логически уравновешивается искусственным производством смерти». В одной из лекций он сравнивал моторизацию сельского хозяйства с убийством людей в газовых камерах[14].
- Льюис Мамфорд. Мамфорд в трактате «Миф о машине» критикует современное производство как основанное на постоянной экспансии, а не на стремлении к качеству продукта.
- Жак Эллюль — французский христианский анархист, автор книги «Технологический блеф».
- Джарон Ланье — американский учёный, автор термина «виртуальная реальность».
- Э. П. Томпсон — один из идеологов фриланса.
- Хаким Бей — американский анархо-индивидуалист.
- Джереми Рифкин — американский экономист и общественный деятель.

Известны также случаи практической борьбы с технологиями, как правило, осуществляемой через насилие в адрес машин и их создателей:
- Теодор Качинский (Унабомбер) занимался рассылкой бомб в университеты и авиакомпании.
- Французская группировка CLODO атаковала компьютерные фирмы. Наиболее резонансным стало нападение на тулузский офис UNIVAC.

На съезде неолуддитов в 2000 году присутствовали 350 человек из 29 стран.

## История

### Истоки современной критики технологий в литературе
По словам Джулиана Янга, Мартин Хайдеггер был луддитом на ранней философской стадии и верил в уничтожение современных технологий и возвращение к более раннему аграрному миру. Однако более поздний Хайдеггер не считал технологию полностью отрицательной и не призывал к её отказу или уничтожению. В «Вопросе о технике» (1953) Хайдеггер утверждал, что современный технологический «способ Бытия» рассматривает мир природы, растений, животных и даже людей как «постоянный резерв» — ресурсы, которые должны использоваться как средства для достижения целей. Чтобы проиллюстрировать это «чудовище», Хайдеггер использует пример гидроэлектростанции на реке Рейн, которая превращает реку из нетронутого чуда природы в поставщика гидроэнергии. В этом смысле технология — это не просто набор инструментов, но способ существования в мире и понимания мира, который является инструментальным и гротескным. Согласно Хайдеггеру, такой образ жизни определяет современный образ жизни на Западе. Для Хайдеггера этот технологический процесс сводится к уменьшению существ до не-существ, что Хайдеггер называет «отказом от бытия» и включает в себя потерю всякого чувства страха и удивления, а также безразличие к этой утрате.
Одним из первых крупных современных антитехнологических мыслителей был французский философ Жак Эллуль. В своей книге «Технологическое общество» (1964) Эллюль утверждал, что рациональность технологии усиливает логическую и механическую структуру, которая «устраняет или подчиняет естественный мир». Эллюль определил технику как всю совокупность организационных методов и технологий, направленных на достижение максимальной рациональной эффективности. Согласно философу, у техники есть импульс, который имеет тенденцию заглушать человеческие заботы: «Единственное, что имеет значение технически, — это урожайность, производство. Это называется законом техники; эта отдача может быть получена только путём полной мобилизации человеческих существ, тела и души, а это подразумевает эксплуатацию всех психических сил человека». Во время промышленной революции в Англии машины стали дешевле в использовании, чем наём работников. В пяти графствах: Йоркшире, Ланкашире, Чешире, Дербишире и Ноттингемшире — вспыхнуло небольшое восстание, участники которого угрожали нанятым охранникам машин и оборудования. Ещё одним критиком политической и технологической экспансии был Льюис Мамфорд, написавший «Миф о машине». Взгляды Эллюлья повлияли на идеи печально известного американского неолуддита Качинского. Вступление манифеста Качинского гласит: «Промышленная революция и её последствия стали катастрофой для человечества». Среди других философов технологии, которые ставят под сомнение обоснованность технического прогресса, входят Альберт Боргманн, Дон Идэ и Хуберт Дрейфус.